# Chiesa di San Giovanni Evangelista (Canonica d'Adda)
La chiesa di San Giovanni Evangelista è la parrocchiale di Canonica d'Adda, in provincia di Bergamo ed arcidiocesi di Milano; fa parte del decanato di Treviglio.

## Storia
La primitiva chiesa di Canonica, paese anticamente chiamato Pontirolo Vecchio, era una pieve, che aveva come filiali le chiese di Pontirolo Vecchio, Cascina San Michele, Pontirolo Nuovo, Basiano, Cascina Monastero, Brembate, Busnago, Ciserano, Colnago, Concesa, Cornat, Gropello, Fugazza, Grezzago, Levate, Porto Nuovo, Osio Sotto, Portesana, Porto d'Adda, Sabbio Bergamasco, Sforzatica, Trezzo sull'Adda, Treviglio, Vaprio, Verderio Superiore e Verderio Inferiore, come attestato dal Liber Notitiae Sanctorum Mediolani di Goffredo da Bussero.

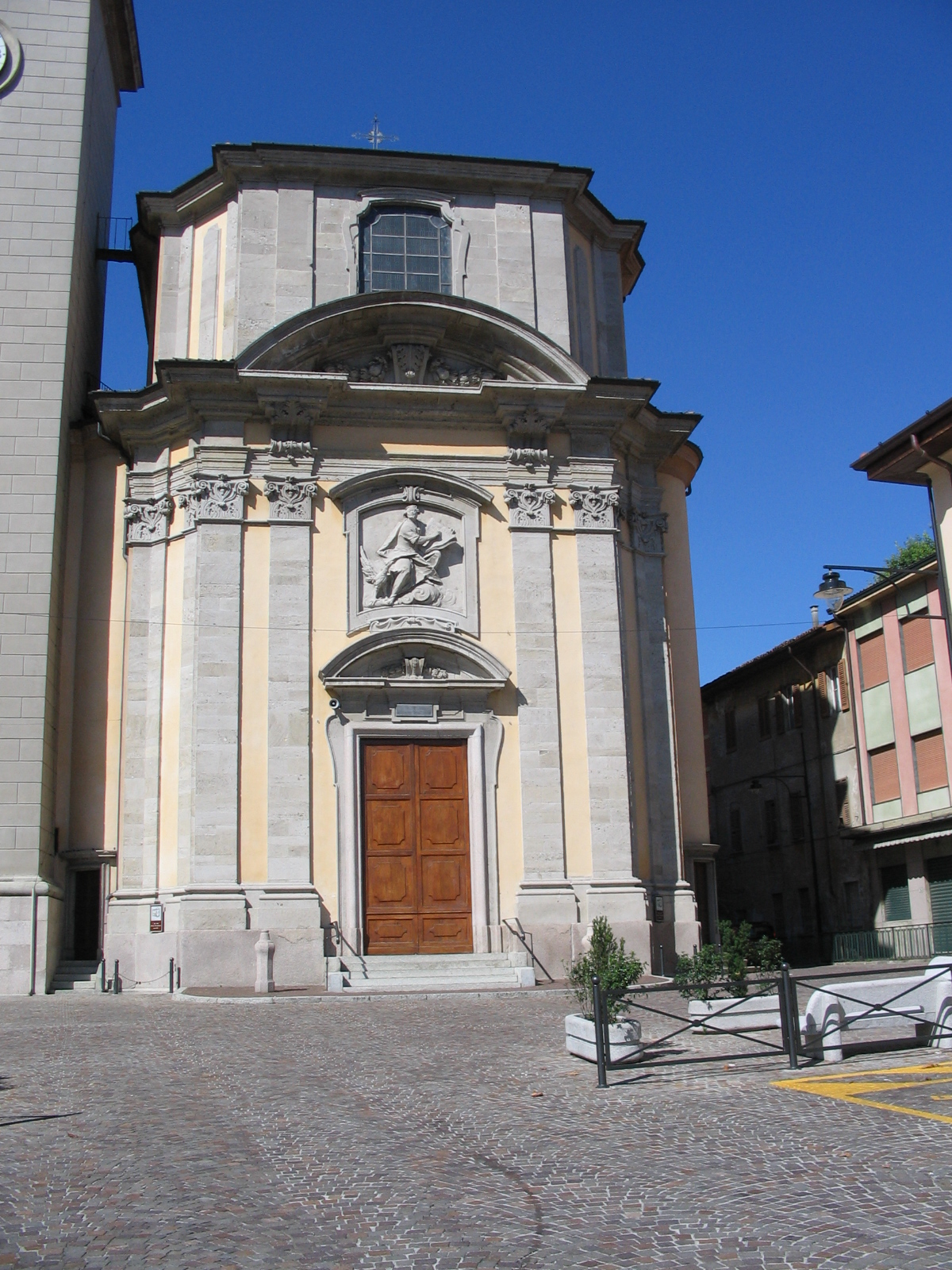
La facciata della chiesa

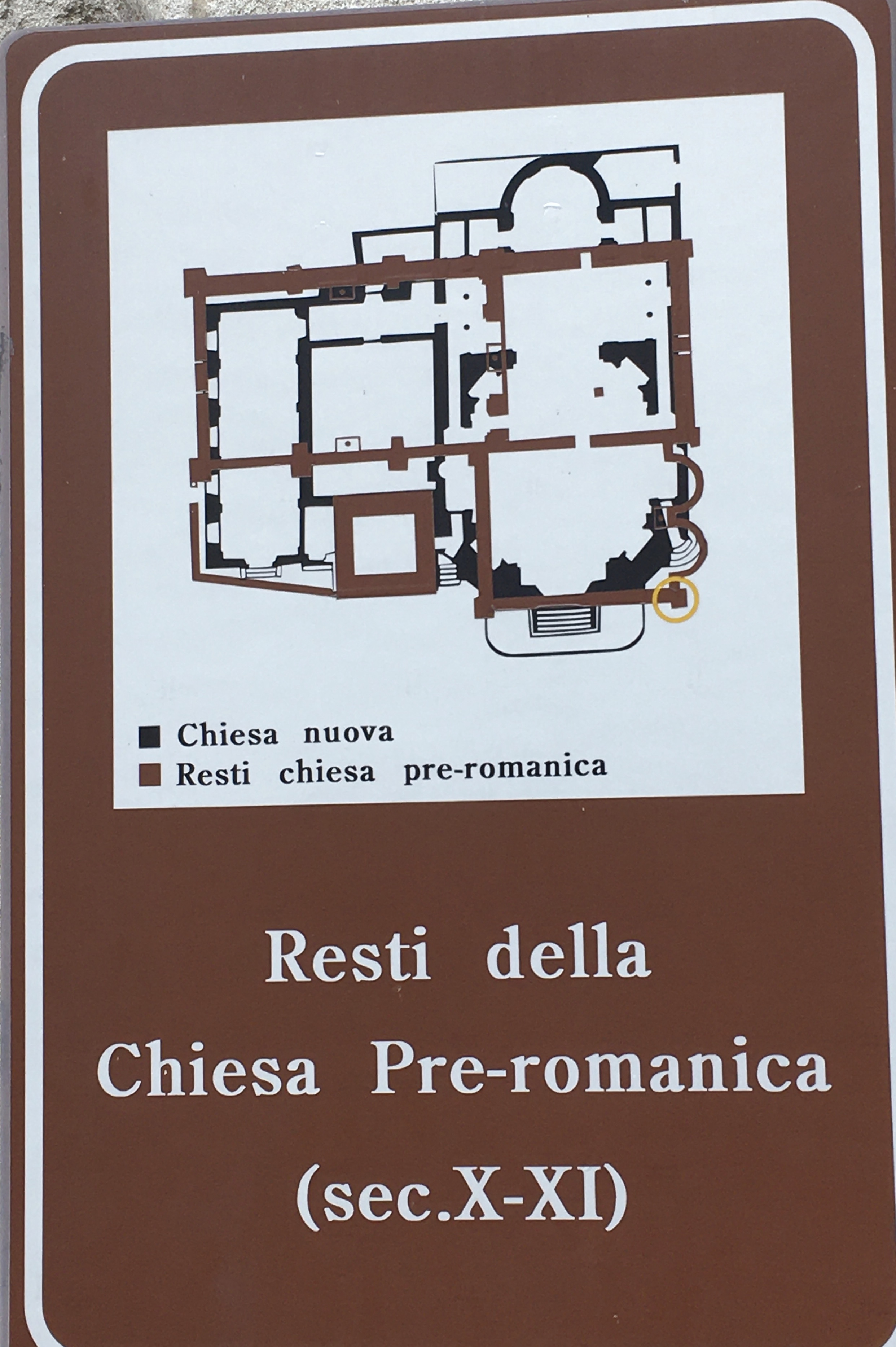
Pianta della Chiesa di Canonica d'Adda; nota base ottagonale

Dallo Status ecclesiae mediolanensis del XIV secolo si apprende che il prevosto era coadiuvato da ventinove canonici e che la pieve di Canonica aveva alle dipendenze ventotto chiese, un ospedale e cinque monasteri.
Nel 1577 la pieve foraniale di Canonica fu soppressa e smembrata tra i vicariati di Treviglio, Sforzatica-Verdello Maggiore e Trezzo d'Adda.
Nel 1744 l'arcivescovo di Milano Giuseppe Pozzobonelli, visitando la chiesa, annotò che in essa aveva sede la confraternita del Santissimo Sacramento, costituita il 13 giugno 1607, che i fedeli erano 530 e che la parrocchiale aveva come filiali gli oratori di San Pancrazio, di Santa Maria del Prato e di Santa Maria di Capis.
L'attuale parrocchie venne costruita nel 1755 girando di 180° gradi la pianta della precedente chiesa.
Nella relazione della visita pastorale del 1899 dell'arcivescovo di Milano Andrea Carlo Ferrari si legge che la parrocchia disponeva d'un beneficio di 2145.47 lire, che all'interno di essa sorgevano gli oratori di San Luigi, di Santa Maria e di Sant'Anna, oltre alla chiesa parrocchiale, in cui risultava ancora esistente la suddetta confraternita del Sacramento.
Nel 1972, con la trasformazione dei vicariati foranei in decanati, la chiesa confluì nel decanato di Treviglio.
Poiché non esisteva alcun documento che attestasse la consacrazione della chiesa, il 20 ottobre 1996 l'arcivescovo Carlo Maria Martini la consacrò.